# Conferenza di Mogilev
La conferenza di Mogilev si svolse nel settembre 1941, un evento di addestramento della Wehrmacht volto a migliorare la sicurezza nelle retrovie del gruppo d'armate Centro durante l'Operazione Barbarossa, l'invasione tedesca dell'Unione Sovietica. L'evento è stato organizzato dal generale Maximilian von Schenckendorff, comandante delle retrovie dell'esercito, in collaborazione con i funzionari dei servizi di sicurezza e di intelligence della Germania nazista, SS e SD, che operavano nella stessa area. Apparentemente una conferenza di formazione "anti-partigiana", l'evento ha segnato un'escalation di violenza contro ebrei e altri civili nelle aree sotto il comando di Schenckendorff.

## Contesto storico

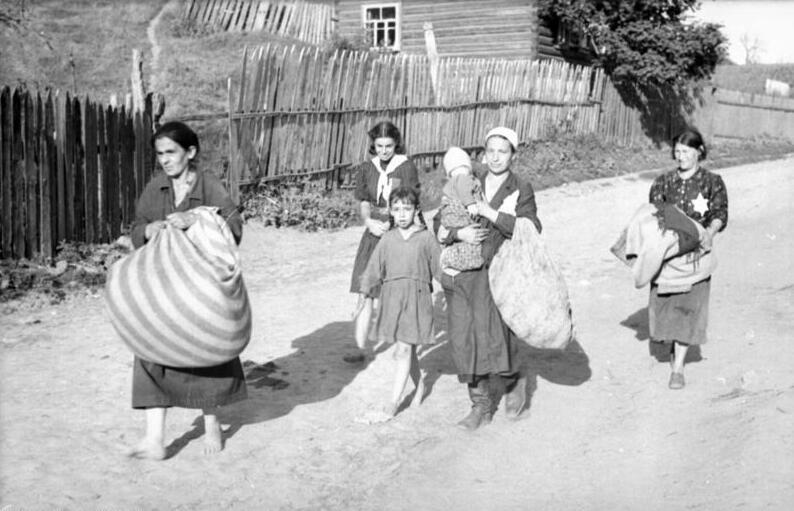
Fotografia di propaganda della Wehrmacht di donne ebree a Mogilev, luglio 1941. Seimila ebrei di Mogilev furono assassinati dalle forze SS e dalle unità del Centro del reggimento di polizia nell'ottobre 1941.

Nel giugno 1941, le Potenze dell'Asse lanciarono l'invasione dell'Unione Sovietica (nota come Operazione Barbarossa) e il 26 luglio 1941, Mogilev, in Bielorussia, era stata occupata dalla Wehrmacht. Il 7 settembre vi stabilì il suo quartier generale del Gruppo d'armate centrale, comandato dal generale Maximilian von Schenckendorff, ma i membri dell'Einsatzgruppen B erano entrati in città in agosto e avevano già iniziato a uccidere gli ebrei. In settembre fu poi istituito un ghetto; nell'ottobre 1941, la maggior parte dei detenuti era stata assassinata nell'ambito di due operazioni.
La filosofia aggressiva della Wehrmacht e l'uso della "minaccia alla sicurezza" per mascherare le politiche di genocidio, hanno portato a una stretta cooperazione tra l'esercito e l'apparato di sicurezza dietro le linee del fronte. L'Einsatzgruppen B era l'unità di sterminio chiave che operava nel territorio del gruppo d'armate centrale: l'obiettivo era di uccidere migliaia di ebrei, comunisti e prigionieri di guerra sovietici consegnati dall'esercito per l'esecuzione, nonché gli altri "indesiderabili" e cioè zingari, asiatici e disabili mentali. A luglio, il comandante dell'Einsatzgruppen B Arthur Nebe riferì che una "soluzione al problema ebraico" era "poco pratica" nella sua regione di operazione a causa del "numero schiacciante degli ebrei", cioè c'erano troppi ebrei per essere uccisi da troppo pochi uomini. Ad agosto 1941, Nebe si è reso conto che le risorse per le sue Einsatzgruppen non erano sufficienti a soddisfare il mandato ampliato delle operazioni di sterminio, a causa dell'inclusione anche di donne e bambini ebrei da quel mese.
Anche la Brigata di cavalleria delle SS, composta dal 1º e dal 2º reggimento di cavalleria delle SS, ha partecipato alle attività di sterminio di massa contro gli ebrei in Bielorussia. Nel luglio e nell'agosto 1941, l'unità effettuò l'operazione punitiva nelle paludi di Pripyat che portò all'omicidio di oltre 11 000 civili ebrei. L'operazione è stata da allora considerata un punto di svolta nel passaggio da "omicidio di massa selettivo" allo sterminio in massa della popolazione ebraica nelle aree occupate. Le unità del reggimento di polizia centro, a quel tempo, avevano anche condotto omicidi di massa di ebrei.
In quell'ambiente, Schenckendorff, in collaborazione con Erich von dem Bach-Zelewski, il comandante delle SS e della Polizia per il gruppo dell'esercito del centro, ha organizzato una conferenza di tre giorni per le truppe di sicurezza a Mogilev: l'incontro mirava a creare uno "scambio di esperienze" per i comandanti delle retrovie della Wehrmacht. Il colonnello di polizia Max Montua, comandante del Reggimento di Polizia Centro, era incaricato della pianificazione e della logistica.

## La conferenza
La conferenza iniziò il 24 settembre e si concentrò sul "combattere i partigiani" (Bandenbekämpfung) e rifletteva le opinioni di Schenckendorff sulla necessità di sradicare totalmente la resistenza alle forze tedesche come unico modo per proteggere i territori occupati. Il verbale della conferenza, se fosse stato redatto, non è sopravvissuto. Ciò che si sa della conferenza si basa sull'ordine del giorno, l'elenco dei partecipanti, i rapporti post-azione e il riepilogo distribuito da Schenckendorff dopo l'evento.

### Partecipanti e relatori
Gli ufficiali invitati sono stati selezionati sulla base della loro precedente partecipazione alle operazioni di sicurezza e includevano i rappresentanti dell'Alto Comando dell'Esercito e del Gruppo d'armate Centro. Il pubblico comprendeva anche comandanti di battaglione e gli ufficiali di più alto livello sia della Polizia che della Wehrmacht, tra cui le sue divisioni di sicurezza, la 221ª, la 286ª e la 403ª. In totale, hanno partecipato 61 ufficiali, con l'82% dei partecipanti provenienti dalle unità della Wehrmacht. Dei partecipanti, il 38% erano comandanti di battaglione e di compagnia.
Molti avevano già partecipato ad atrocità di massa. Ad esempio, i partecipanti includevano il comandante del 3º battaglione del 354º reggimento di fanteria, 286ª divisione di sicurezza. Una settimana prima della conferenza, il battaglione ha assistito l'Einsatzkommando 8 e ha partecipato direttamente all'omicidio di 1.000 ebrei nella città di Krupki.
Tra i relatori: Arthur Nebe, comandante dell'Einsatzgruppen B; Erich von dem Bach-Zelewski, come rappresentante di Heinrich Himmler; Max Montua, comandante del Reggimento di Polizia Centro; Hermann Fegelein, comandante della brigata di cavalleria delle SS; Gustav Lombard, comandante del 1º reggimento di cavalleria SS. Il comandante del 2º reggimento di cavalleria delle SS, Franz Magill, non fu invitato, forse perché non era considerato abbastanza estremo sulla "questione ebraica", poiché aveva massacrato solo maschi ebrei, e non donne e bambini.

### Lezioni frontali e sessioni pratiche
Le presentazioni riguardavano la valutazione delle organizzazioni e delle tattiche contro i "banditi" sovietici, perché era necessario uccidere i commissari politici immediatamente dopo la cattura e ottenere informazioni dai collaboratori locali. La sessione di Bach-Zelewski era intitolata "La cattura di commissari e partigiani in azioni di ripulitura", riferendosi alle attività della Brigata di cavalleria delle SS nell'operazione punitiva "Paludi di Pripyat". Il discorso di Nebe si è incentrato sul ruolo dell'SD nella lotta ai "partigiani" e ai "predoni". Si è occupato anche della "questione ebraica", con particolare riguardo al movimento anti-partigiano. Gli ufficiali di livello dirigenziale davano lezioni brevi o guidavano esercitazioni sulla sabbia su una varietà di situazioni tattiche che si potevano incontrare sul campo, come la messa in sicurezza di un villaggio.

### Esercitazioni sul campo
La conferenza comprendeva tre esercitazioni sul campo. Il primo giorno, i partecipanti hanno osservato un'operazione del reggimento di polizia centro che ha coinvolto un villaggio e la distribuzione di volantini. Il secondo giorno, i partecipanti si sono recati al villaggio di Knjaschitschi nelle vicinanze di Mogilev: gli uomini del battaglione di polizia 322 del reggimento di polizia centro hanno condotto una dimostrazione su come circondare e schermare un villaggio. Secondo il rapporto dopo l'azione non sono stati trovati "estranei sospetti" (Ortsfremde) o "partigiani". Lo screening della popolazione ha rivelato 51 civili ebrei, 32 dei quali sono stati fucilati dalla polizia e dalle truppe SD.
All'alba dell'ultimo giorno della conferenza, i partecipanti hanno osservato un'altra operazione condotta dalle truppe di polizia: l'obiettivo era quello di "sperimentare praticamente" il rastrellamento della cittadina alla ricerca di sospetti identificati come "partigiani, commissari e comunisti". Dopo il rastrellamento, i partecipanti hanno osservato gli interrogatori e poi si sono riuniti alle rispettive unità.

## Riepilogo e conseguenze della conferenza
Un riassunto di 16 pagine della conferenza, sotto la firma di Schenckendorff, è stato distribuito alle truppe della Wehrmacht e alle unità di polizia nelle retrovie. Il documento si concentrava sulle tattiche di guerra per la sicurezza, prescrivendo anche misure dure, come "le strade dovrebbero essere tenute libere dai vagabondi" che dovrebbero essere consegnati alla polizia segreta da campo o inviati ai campi di filtraggio per ulteriori controlli: molti degli inviati in questi campi furono uccisi dalle truppe SS e SD. Il riassunto avvertiva che il nemico stava impiegando donne, bambini e anziani come agenti.
Il riassunto proclamava che "il nemico doveva essere completamente annientato", pur specificando che la distinzione tra "partigiano" e "sospetto" non era sempre possibile, dando così carta bianca alle truppe per l'approccio più brutale possibile. Il documento è stato inviato a tutte le unità a livello dirigenziale nell'area operativa del gruppo d'armate, comprese le unità che non hanno inviato rappresentanti alla conferenza. La conferenza segnò un drammatico aumento delle atrocità da parte delle unità della Wehrmacht contro gli ebrei e altri civili negli ultimi tre mesi del 1941.
Il comandante dell'esercito tedesco, il feldmaresciallo Walther von Brauchitsch, emanò le "Linee guida per la lotta ai partigiani" nell'ottobre 1941, un mese dopo la conferenza. A sottolineare l'importanza dell'evento, è stato riprodotto testualmente il testo di chiusura del riassunto di Schenckendorff:

## Analisi storica
Secondo lo storico Waitman Wade Beorn, la conferenza di Mogilev fu l'evento chiave che contribuì a incorporare la Wehrmacht nel genocidio nazista come parte della "guerra anti-partigiana e del partito ebreo-bolscevico-partigiano". Dopo la conferenza, le retrovie della Wehrmacht sono state incaricate di cooperare pienamente con i distaccamenti SD oltre a fornire semplicemente supporto logistico. Le unità della Wehrmacht si assunsero anche la responsabilità diretta dell'omicidio degli ebrei nel territorio sotto il comando di Schenckendorff. I civili ebrei furono aggiunti a un elenco approvato di nemici che le unità di retroguardia dell'esercito avrebbero poi distrutto di propria iniziativa e senza la partecipazione della polizia delle SS o dell'SD.
Sebbene il riassunto della conferenza non menzionasse gli ebrei, le esercitazioni sul campo dimostrarono che la Wehrmacht doveva prendere di mira gli ebrei nelle sue azioni anti-partigiane. Beorn conclude che le istruzioni verbali in tal senso sono state, molto probabilmente, comunicate durante le sessioni, data la scaletta degli oratori, che includeva esperti assassini di massa come Bach-Zalewski, Nebe, Lombard e Fegelein. La politica anti-ebraica era cambiata radicalmente il mese prima, con l'aggiunta di donne e bambini alla lista degli obiettivi. Ciò ha messo a dura prova le limitate risorse delle organizzazioni SD e SS. Inoltre, le forze tedesche hanno dovuto fare spazio agli ebrei deportati di recente da altre parti dell'Europa occupata, cosa che è stata ottenuta uccidendo gli ebrei sovietici già concentrati nei ghetti. Anche la dimensione dei territori sotto il controllo tedesco è aumentata.
La conferenza ha portato a un'ulteriore fusione di una guerra anti-partigiana più legittima contro i combattenti irregolari con il genocidio, identificando i civili come combattenti nemici. Il linguaggio eufemistico ha aiutato a definire le azioni; i rapporti della Wehrmacht si riferivano spesso a obiettivi come "estraneo al villaggio", "vagabondo", "civile sospetto", "aiutante partigiano", "civile senza identificazione" e "donne soldato": le esercitazioni durante la conferenza inseriscono le operazioni punitive in un contesto militare, eliminando il riferimento alle azioni, come circondare un villaggio, sorvegliare e scortare i sospetti, interrogatori, ecc.
Nello spiegare la volontà della Wehrmacht di partecipare al genocidio, Beorn sostiene che la lunga storia della Wehrmacht del duro trattamento dei civili, della paranoia sulla minaccia partigiana non ancora esistente, del razzismo istituzionale e individuale, e delle proprie azioni criminali contro i commissari dell'Armata Rossa, ha predisposto l'esercito ad accettare l'omicidio di massa. Ciò è stato fatto con il pretesto di una guerra anti-partigiana in cui gli ebrei sono stati presi di mira come bolscevichi e quindi sostenitori partigiani. Di conseguenza, la divisione tra l'Olocausto e la guerra anti-partigiana ancora prevalente nella storiografia è falsa. Beorn conclude che "la conferenza di Mogilev mostra che queste due componenti non furono mai separate, ma intenzionalmente collegate nel tentativo di includere il potere di combattimento della Wehrmacht in modo più efficiente nei progetti di genocidio di Hitler a est".